# Joy Spring
Joy Spring è un brano musicale jazz composto da Clifford Brown e inciso per la prima volta nel luglio 1954 nei Capitol Recording Studios di Los Angeles, da Clifford Brown e Zoot Sims, il mese successivo ne realizzò un'altra versione con un quintetto insieme a Max Roach, pubblicata nell'album Clifford Brown & Max Roach.
La formazione della prima incisione del giugno 1954 era la seguente:
- Clifford Brown - tromba
- Zoot Sims- sax tenore
- Joe Mondragon - contrabbasso
- Shelly Manne - batteria
- Russ Freeman - pianoforte
- Stu Williamson - Valve Trombone

La formazione dell'incisione del 1954/55 della durata di (6 min 50 sec) era la seguente:
- Clifford Brown - tromba
- Max Roach - batteria
- Harold Land - sax tenore
- George Morrow - contrabbasso
- Richie Powell - pianoforte

## Altre versioni
- Nel 1958 Lem Winchester e Ramsey Lewis ne proposero una loro versione nell'album A Tribute to Clifford Brown
- Nel 1960 George Shearing con il suo quintetto nell'LP On the Sunny Side of the Strip
- Nel 1964 Joe Pass ne realizzò una versione dal vivo che incise nell'omonimo album.
- Nel 1981 Stan Getz con il suo quartetto pubblicò la sua versione nell'album The Dolphin[2]
- Nel 1982 Freddie Hubbard pubblicò la sua versione nell'album Born To Be Blue
- Nel 1985 i Manhattan Trasfer ne incisero una loro versione cantata nel loro album Vocalese con il titolo Sing Joy Spring con un testo scritto da Jon Hendricks
- Nel 1987Oscar Peterson – Oscar Peterson Plays Jazz Standards[3]
- Nel 1989 McCoy Tyner inserì la sua versione nell'album Things Ain't What They Used To Be
- 1992 Arturo Sandoval realizza una sua versione nel suo album I Remeber Clifford con Ed Calle al sax tenore e nel 2003 un'aòtra versione nell'album Trumpet Evolution
- La versione con il testo di Hendricks fu ripresa nel 1994 da Helen Merrill, nel suo LP Brownie Homage To Clifford Brown
- Nel 1995 Tito Puente nel suo disco Tito's Idea ne realizzò una versione jazz tropicale
- Ancora nel 1996 la versione cantata fu registrata da Karrin Allyson nel suo album Collage
- Nel 2003 Larry Coryell nel suo album Joy Spring (The Swinging Side Of Larry Coryell)[4]
- 2007, fu incisa una versione postume del batterista Buddy Rich, nell'album Time Out
- 2012, Paolo Fresu nell'album Cinquant'Anni Suonati con l'arrangiamento di Marco Tamburini nella formazione con Fabrizio Bosso, Flavio Boltro, Franco Ambrosetti, Paolino Dalla Porta, Paolo Birro, Stefano Bagnoli